# Tuftsina
La tuftsina è un tetrapeptide (Thr-Lys-Pro-Arg) prodotto principalmente nella milza e sulla superficie delle cellule fagocitarie mediante scissione del dominio Fc dell'immunoglobulina G (IgG).
Il suo nome deriva da Tufts University (nei pressi della città di Boston), dove fu isolata nel 1970 dagli scienziati Najjar e Nishioka.

## Funzioni
La sua attività biologica è riferita principalmente alla funzione immunitaria. Si lega infatti a specifici recettori sulla superficie di macrofagi e polimorfonucleati, stimolandone la migrazione nonché l'attività fagocitica. Influenza inoltre la formazione di anticorpi.

## Patologia
La deficienza di tuftsina può essere congenita (ereditaria) o conseguente a splenotomia e causa un'aumentata suscettibilità ad alcune infezioni. Studi al riguardo furono compiuti da Najjar nella seconda metà degli anni '80 su pazienti con infezioni ricorrenti, ma senza apparenti anomalie immunitarie e che sorprendentemente rispondevano positivamente al trattamento con gamma-globuline.